# ديمون مور
ديمون مور (بالإنجليزية: Damon Moore)‏ هو لاعب كرة قدم أمريكية أمريكي، ولد في 15 سبتمبر 1976 في فوستوريا في الولايات المتحدة.

## وصلات خارجية
- ديمون مور على موقع مرجع كرة القدم المحترفة.كوم (الإنجليزية)